# Томские татары
Томские татары (тат. Том татарлары) — часть сибирских татар, проживающих в Томской, Новосибирской и Кемеровской областях.

## Расселение и численность
Томские татары проживают в Томском районе и городе Томске Томской области, в Колыванском районе Новосибирской области, а также в нескольких деревнях Юргинского и Яшкинского районов Кемеровской области. По некоторым источникам, томские татары называют себя «яуштинскими», «чатскими», «калмыцкими», «сибирскими татарами» или «татарами Умарты».
С конца XIX по начало XX века деревни томских татар относились к Телеутскому, Яуштинскому, Чатскому и нескольким другим близлежащим уездам Томского уезда. В 1897 году в Томском уезде насчитывалось 3,8 тыс. татар.

## История

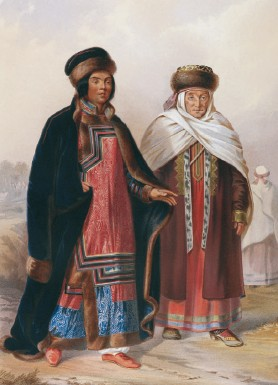
Сибирские татарки Енисейской и Томской губерний

Томские татары сформировались в результате постепенной татаризации местного коренного населения — самодийских народов, чулымских тюрков и обских татар. Главную роль в этом сыграла миграция кипчаков, которые заселили эту территорию большими группами и способствовали распространению тюркского языка и культуры. При этом часть исследователей считает, что томские татары исторически не подчинялись Сибирскому ханству, а платили дань енисейским кыргызам. В их формировании участвовали разные группы, первоначально это были яуштинцы, чулымцы и обские татары, а позже к ним присоединились чаты и калмыки, пришедшие после завоевания Сибирского ханства.
К концу XIX — началу XX века основные территории проживания томских татар охватывали Телеутскую, Чатскую, Яуштинскую волости и соседние округа Томского уезда. По переписи конца XIX века их насчитывалось около 2200 человек: из них яуштинов было 290, калмыков — 688, чатов — 999, а также 221 человек городского, смешанного происхождения. Кроме этого, в Томске проживало значительное число бухарцев (1611 человек) и волжских татар (1322 человека). В селах области жило ещё около 3,5 тысяч волжских татар и около 70 бухарцев. Не учитывались в этих цифрах принявшие христианство обские татары (чаты) и яуштинцы-христиане — их было около 2000 и 80 человек соответственно. Всего в уездах Томской губернии в 1897 году насчитывалось свыше 6 тысяч местных тюрков.
Позднее к томским татарам начали активно примыкать казанские татары, мишари, бухарские татары и телеуты. Часть этих пришлых групп поселилась в тех же селениях, что и томские татары, со временем смешавшись с ними и переняв их говор, который сблизился с казанско-татарским языком. Также к калмыкам присоединилась часть телеутов (алтайцев). В то время в Томской губернии проживало почти 5 тысяч волго-уральских татар, около 3 тысяч из них жили именно в томских татарских деревнях. Среди них примерно 30% составляли волжские татары и около 9% — русские, которые со временем также влились в татарскую среду. В самом Томске существовала отдельная татарская слобода, где томские татары составляли около 18% всех местных татар.
Кроме того, были и отдельные группы, которые сохраняли свою обособленность — например, марийцы, зыряне и кривошеинцы, которые жили в отдалённых деревнях и не контактировали с сибирскими татарами. В некоторых таких деревнях люди говорили на казанско-татарском или мишарском наречии (например, в сёлах Нижний Новгород и Серебряково). Во времена столыпинских реформ часть крещёных татар переселилась ещё севернее, в Цепной и Колпашевский уезды, но со временем и они почти полностью были ассимилированы русским населением.

## Язык
Говорят на томском диалекте сибирскотатарского языка. Этот диалект в свою очередь делится на калмакский, эуштинско-чатский и орский говоры. Калмакский говор в некоторой степени родственен алтайскому языку. Эуштинско-чатский говор ближе к тоболо-иртышскому и барабинскому диалектам.
Калмакский говор имеет сходство с телеутским языком, что объясняется происхождением от телеутов, принявших ислам. А в селе Зимник Кемеровской области говор смешан с мишарскими диалектами и ближе к литературному татарскому языку.
Эушта-чатский говор имеет черты сходства с барабинским, тоболо-иртышским и среднетатарским диалектами. Близость барабинского и тоболо-иртышского диалектов обусловлена длительным сосуществованием этих народов на одной географической территории и исторической близостью этих народов в Барабинской низменности, а близость к среднетатарскому диалекту обусловлена влиянием татарского литературного языка (прежде всего через школьное образование и средства массовой информации), а также миграцией поволжских татар в крупные татарские села.
На чатском говоре говорят татары, проживающие в районах рек Томи и Обь. Особенно хорошо их диалект сохранился в селе Юрт-Ора Колыванского района Новосибирской области. Иногда его также отдельно выделяют на орский говор того же наречия. В селе Юрт-Акбалык того же района, как и в других селах, где проживают чаты, совместно с ними живут и казанские татары, чем и обусловлена их смешанная речь. А в соседних селах Казанском и Новотроицком проживают преимущественно казанские татары.